# مسجد فخرالدوله
مسجد فخرالدوله ، مسجد فخر یا مسجد فخرآباد، مسجدی واقع در خیابان فخرآباد در محله دروازه شمیران و در محدوده منطقه ۱۲ شهرداری تهران است. این مسجد در جنوب دروازه شمیران (میدان ابن سینای کنونی) ضلع شمالی خیابان مُشکی و غرب کوچه دوازدهم (کوچه مسجد فخرآباد) واقع شده است.
این مسجد از موقوفات اشرف‌الملوک فخرالدوله، دختر مظفرالدین شاه قاجار و مادر دکتر علی امینی می باشد.
این اثر در تاریخ ۲۵ مهر ۱۳۸۳ با شمارهٔ ثبت ۱۱۲۰۵ به‌عنوان یکی از آثار ملی ایران به ثبت رسیده است.
این مسجد که محل عبادت بسیاری از عارفان تهران بوده و سنت شب زنده داری برای دهه های متوالی در آن برقرار بوده است ، به مسجد شب زنده داران معروف است.

## سازندگان

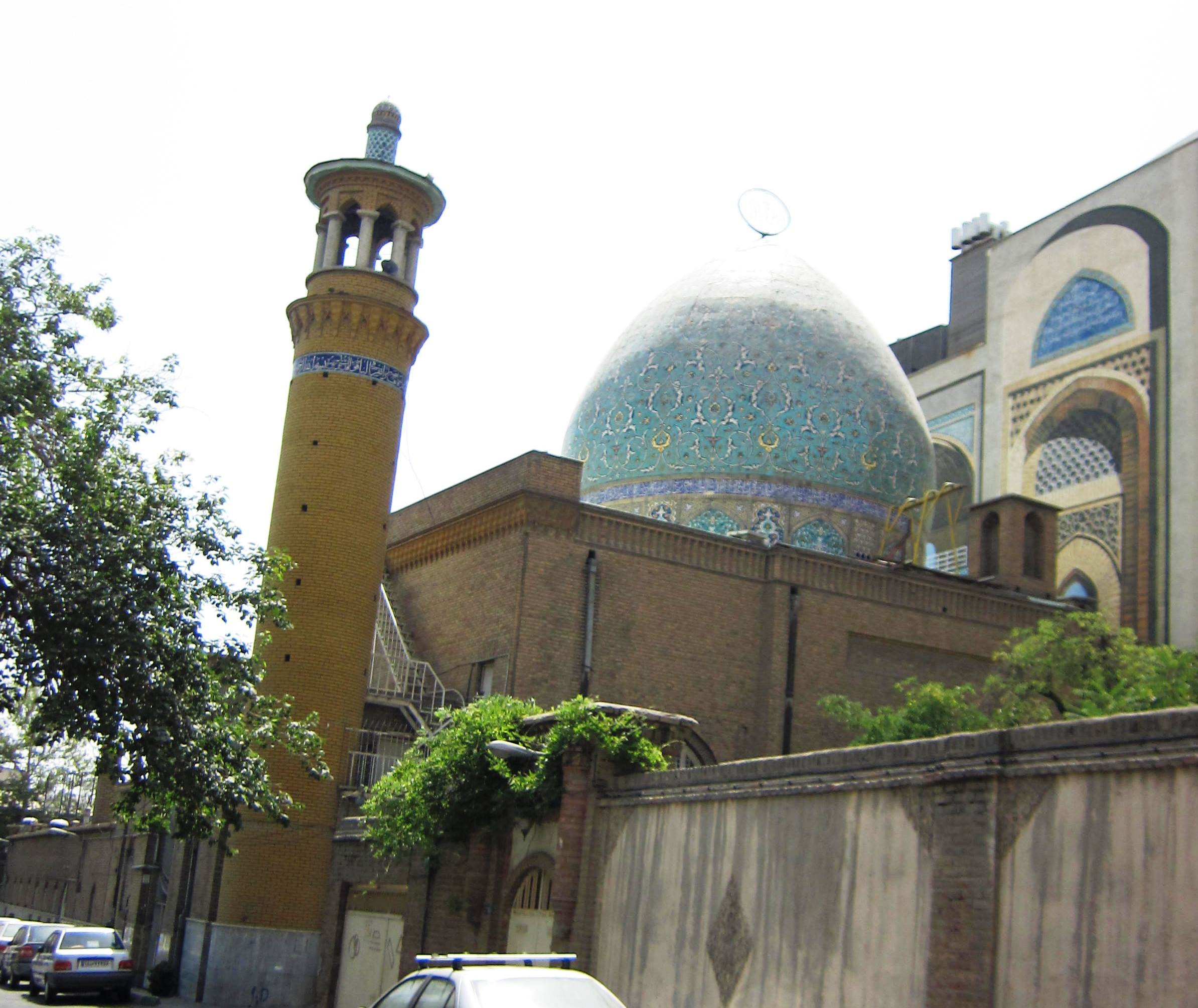
نمای شمالی مسجد فخر الدوله

خانم اشرف‌الملوک فخرالدوله مبادرت به ساخت مسجدی به نام علی امین‌الدوله، پدر شوهرش، نمود و ساخت بنای مسجد را به نیکلای مارکف روسی سپرد. ساخت این بنا در سال ۱۳۲۴ خورشیدی در بخشی از پارک امین الدوله آغاز و ۴ سال به طول انجامیده و در ۱۳۲۸ خورشیدی به پایان رسیده است. 

## مشخصات بنا
طرح مسجد، آمیزه‌ای از اصول معماری قاجاری و معماری ایرانی است، که در هندسه و ترکیب اصلی گرایش به پلان پرستشگاه‌های بیزانس دارد. استفاده از منار‌های کوچک را نیز در همین رابطه می‌توان مقایسه کرد.
بنا دارای تزئینات کاشی‌کاری با زمینه رنگ‌های کرم، فیروزه‌ای و لاجوردی است. بنای اصلی به شکل مکعب آجری شامل دو شبستان و دارای یک گنبد اصلی بزرگ است. همچنین چهار نیم‌ستون آجری بنا که در بالای هریک، گنبد کوچکی قرار دارد از مشخصات بنا است.

## وضعیت امروز

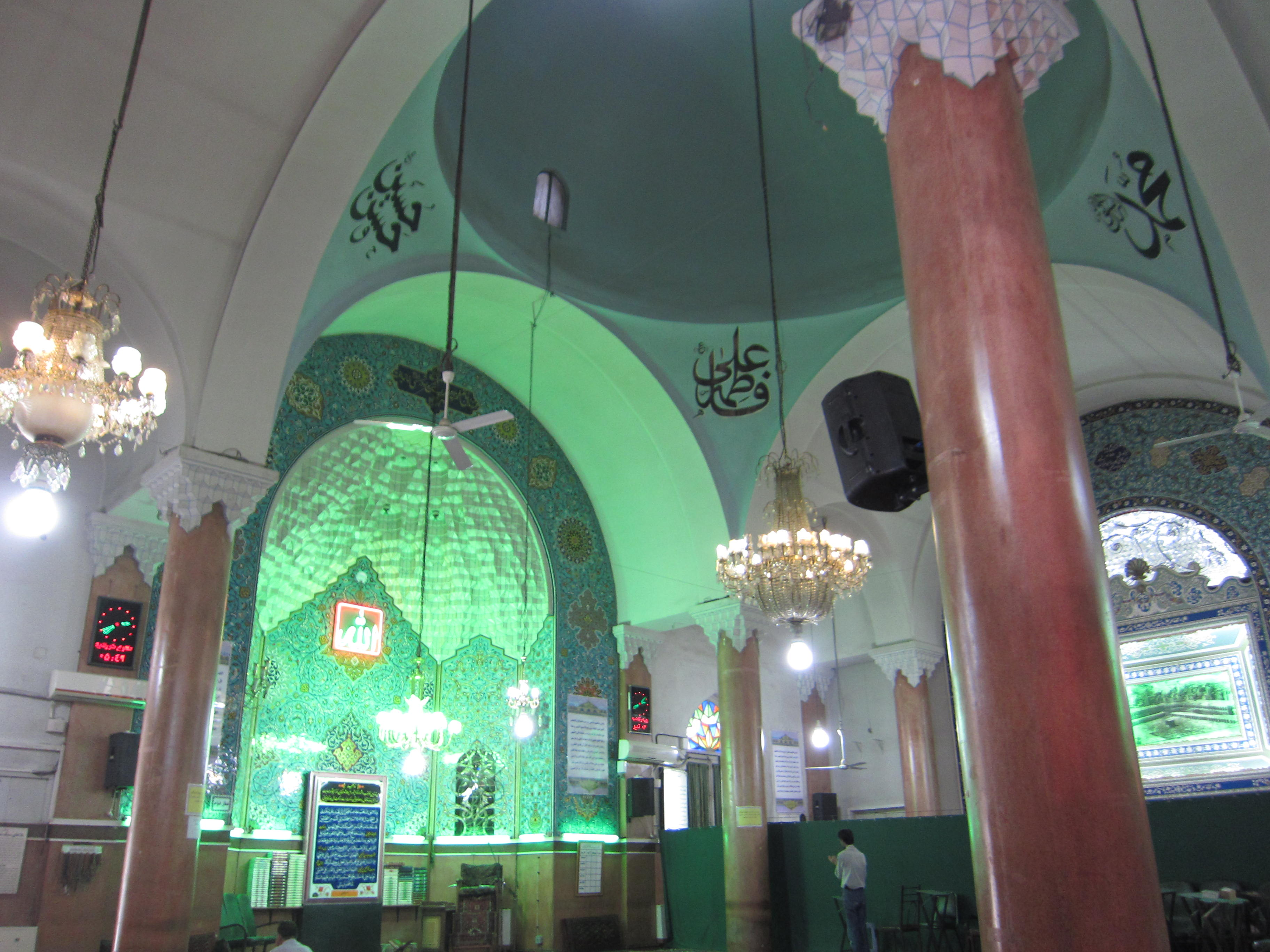
درون مسجد

مسجد فخرالدوله، یکی از مساجد اصلی منطقه بوده و بخشی از هویت شهر تهران محسوب می‌گردد. بنای این مسجد در فهرست آثار ملی ایران قرار دارد. علاوه بر انجام مراسم عبادی، مراسم سیاسی همچون برگزاری انتخابات نیز در این مسجد صورت می‌پذیرد.

## امامان جماعت
در طول تاریخ بسیاری از عارفان تهران امامت جماعت این مسجد را بر عهده داشته اند.سنت شب زنده داری ایام ۳۰ شب ماه مبارک رمضان و برخی دیگر از ایام سال سال سالهای متوالی در این مسجد جریان داشته و همچنان نیز دارد.
1. شاه آبادی
2. محمدحسین زاهد
3. عبدالکریم حق شناس
4. حاج سید حسن ابطحی

سیدعلی آقای میرهادی ، عزت الله شاهی, سیدجوادآرامی, سعید حدادیان, احمد علی نیری و آرمان علی وردی از مشهورترین نمازگذاران این مسجد بوده اند.